# ジューン・アリソン
ジューン・アリソン（June Allyson、1917年10月7日 - 2006年7月8日）は、アメリカ合衆国の女優・歌手。

## 来歴

### 幼少時
ニューヨーク市ブロンクス区生まれ。清掃員として働いていた父ロバートが母クララと別居し、やがて離婚。ジューンは貧困に近い生活を余儀なくされた。さらに、8歳のときに倒木の下敷きになり大怪我を負う不幸に見舞われる。リハビリには大変な努力を強いられたが、それが彼女の未来を開くことにもなった。治療のひとつとして始めた水泳では後にニューヨーク市の大会で優勝をさらい、同時に習っていたダンスでは遂にブロードウェイの舞台に立つこととなった。

### デビュー
オーディションに合格し、高校卒業後の1938年にミュージカル『Sing Out the News』のコーラス・ラインでデビューした。その後も短編映画やミュージカルへの出演などをこなしていたが、それらは医者を目指すジューンにとって学資を稼ぐためだった。ところが、1941年にベティ・ハットンの代役で演じたミュージカル『Parama Hattie』での演技が評判となり、ジョージ・アボットが自分の製作ミュージカル『Best Foot Forward』に抜擢、さらに1943年に映画化されるに当たっても出演する運びとなり、ハリウッドデビューを果たすこととなった。

### 絶頂期

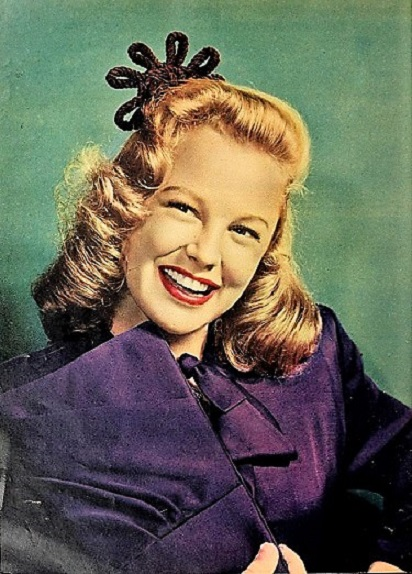
1943年公開

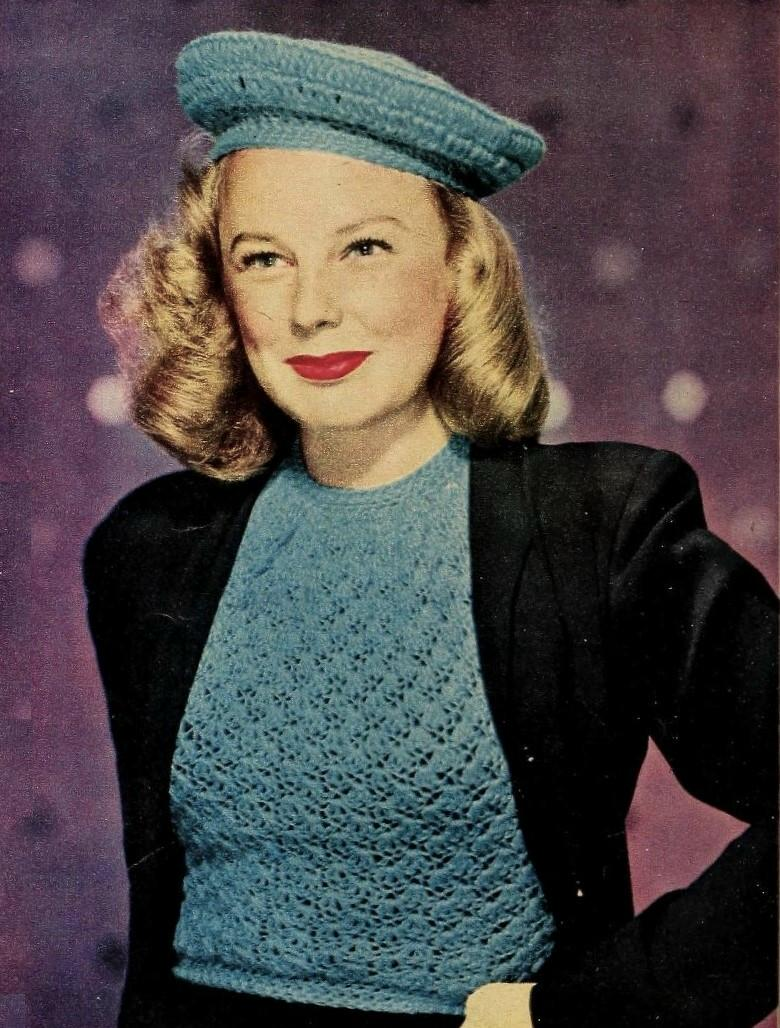
1945年撮影

『ガール・クレイジー』など数々のミュージカル映画に出演し評価を高めていたジューンは、1944年の『姉妹と水兵』ヒロイン役でトップ女優の仲間入りをした。その後も『三銃士』のようなアクション映画やコメディーなどに出演した。1945年8月19日に13歳年上で2人の子持ちの俳優ディック・パウエルと結婚し周囲を驚かせた。
1949年、マーガレット・オブライエン、エリザベス・テイラーと共演したメトロ・ゴールドウィン・メイヤー社創立25周年記念作品『若草物語』で主演を務めた。1951年に妊娠し、内定していた『恋愛準決勝戦』を降板するトラブルもあったが、復帰後も数多くの名作映画への出演を果たした。また、夫が製作し彼女が司会を務めたテレビ番組『The Dupont Show with June Allyson』は好評を博した。
ジェームズ・ステュアートと共演した『甦る熱球』（1949）、『グレン・ミラー物語』（1954）、『戦略空軍命令』（1955）では3本とも彼の妻役を演じ、実際に2人は結婚していると勘違いしていた観客も多かったという。
ジューンは、『Too Young to Kiss』（1951）では、ゴールデングローブ賞ミュージカル・コメディ部門で主演女優賞を、『重役室』（1954）ではヴェネツィア国際映画祭で他のキャストとともに審査員特別賞を受賞している。また、映画産業における貢献を称えられ、ハリウッド・ウォーク・オブ・フェームに星を残している。
1955年には『マッコーネル物語』で共演したアラン・ラッドと不倫関係に陥っているが、2年ほどで関係は解消している。
銀幕の上のジューンは、ジンジャー・ロジャース、ジュディ・ガーランド、キャスリン・グレイソンといったそれまでのミュージカル女優とは異なり、親しみやすい容貌と若さあふれるダンス、特徴あるハスキーボイスの歌声で「隣の女の子」としてのキャラクターを確立した。ピーター・ローフォードと共演した学園物ミュージカル映画『グッド・ニュース』（1947年）が、この手の映画としても、また彼女の出演作品としても、いまだに語り継がれる代表作であることは、上に述べたようなジューンの魅力を裏書するものであるといえよう。彼女が尊敬していたジンジャー・ロジャースのジューン評「すべての男の子が恋人にしたいと思い、すべての女の子が友達になりたいと考える女の子」は、彼女の持つキャラクターをよく示すものである。

### 夫の死とその後
1963年夫ディック・パウエルが癌で死去した後、2人の連れ子の養育権をめぐって裁判沙汰となった時期があった。一時彼女との浮名を流したディレクターのデレク・サマーズが暴露した内容によると、裁判所はジューンの親権を認めたとのことだった。ジューンはすぐグレン・マクスウェルと再婚するが1年と持たず、1976年には歯科医から俳優に転じたデビッド・アシュロウと再々婚した。
ディック・パウエルは所有する会社などを含め多くの資産を残した。ジューンはときたま仕事をする程度で時を過ごしていたが、1990年代からは大人用おむつのコマーシャル出演などを通じ、1997年には失禁患者の治癒を目的とした財団「June Allyson Foundation」を設立した。
映画やテレビ番組にもたまに出演したが、いくつかのゴシップを除けばその後は静かに過ごしていた。1982年には自叙伝『June Allyson By June Allyson』を出版し、その率直な素顔に読者は共感したという。
2006年7月8日ジューンは、30年近く連れ添った夫と共に住むカリフォルニア州オーハイでその88年の生涯を閉じた。急性気管支炎による呼吸不全による。

## 出演映画
- 1937年 Ups and Downs （短編映画）
- 1937年 Pixilated （短編映画）
- 1937年 Swing for Sale （短編映画）
- 1937年 Dime a Dance （短編映画）
- 1937年 Dates and Nuts （短編映画）
- 1938年 Not Now （短編映画）
- 1938年 Sing for Sweetie （短編映画）
- 1938年 The Prisoner of Swing （短編映画）
- 1938年 The Knight Is Young （短編映画）
- 1940年 All Girl Revue （短編映画）
- 1943年 Best Foot Forward
- 1943年 万雷の歓呼 Thousands Cheer
- 1943年 ガール・クレイジー - Girl Crazy
- 1944年 Meet the People
- 1944年 姉妹と水兵 - Two Girls and a Sailor
- 1944年 百万人の音楽 - Music for Millions
- 1945年 夢のひととき - Her Highness and the Bellboy
- 1945年 The Sailor Takes a Wife
- 1946年 嘘つきお嬢さん - Two Sisters from Boston
- 1946年 雲流るるはてに - Till the Clouds Roll By
- 1946年 秘めたる心 - The Secret Heart
- 1947年 High Barbaree
- 1947年 グッド・ニュース - Good News （ミュージカル）
- 1948年 逃げた花嫁 - The Bride Goes Wild
- 1948年 三銃士 - The Three Musketeers
- 1948年 ワーズ&ミュージック - Words and Music
- 1949年 若草物語 - Little Women
- 1949年 甦る熱球 - The Stratton Story
- 1950年 猛獣と令嬢 - The Reformer and the Redhead
- 1950年 Right Cross
- 1951年 Too Young to Kiss
- 1952年 The Girl in White
- 1953年 Battle Circus
- 1953年 Remains to Be Seen
- 1953年 グレン・ミラー物語 - The Glenn Miller Story
- 1954年 重役室 - Executive Suite
- 1954年 ニューヨークの女達 - Woman's World
- 1955年 戦略空軍命令 - Strategic Air Command
- 1955年 もず - The Shrike
- 1955年 マッコーネル物語 - The McConnell Story
- 1956年 スクリーン・スナップショット: Hollywood, City of Stars （短編映画）
- 1956年 The Opposite Sex
- 1956年 夜の乗合自動車 - You Can't Run Away from It
- 1957年 間奏曲 - Interlude
- 1957年 いとしの殿方 - My Man Godfrey
- 1959年 A Stranger in My Arms
- 1971年 トリック・ジャック - See The Man Run （TV）
- 1972年 大捜査 - They Only Kill Their Master
- 1977年 恐怖!蜘蛛の巣連続殺人 ‐ Curse of the Black Widow Love Trap （TV）
- 1978年 ニューヨーク・インフェルノ/戦慄の12時間 ‐ Blackout
- 1985年 私立探偵ハリー - Crazy Like a Fox （TV）
- 1994年 ザッツ・エンターテインメント PART3 - That's Entertainment! III
- 2001年 A Girl, Three Guys, and a Gun